# Armando Arévalo Macías
Armando Arévalo Macías (Tuxtla Gutiérrez, Chiapas, 13 de diciembre de 1920 - Ciudad de México, 7 de octubre de 2010). Periodista, locutor y escritor mexicano; considerado el primer locutor de Chiapas.

## Biografía
Fue hijo de Don Samuel Arévalo Castillejos y Doña Elodia Macías Aguilar. Se casó con doña Carmen Salas Zebadúa, también tuxtleca, con quien procreó seis hijos.
Se inició en el periodismo cuando cursaba la secundaria en el ICACH -integró la famosa Generación del 33 , en "El Estudiante", junto con Enrique Aguilera Gómez y Eliseo Mellanes Castellanos, entre otros. Fue aprendiz en Chiapas Nuevo, que dirigió don Julio Farías, alrededor de 1935. Colaboró en los periódicos Alborada, Antorcha, Futuro, en esa época, con los seudónimos "Armando Líos", "Armando Guerra" y "Bachiller".
En 1939 el gobierno del estado estableció la primera estación de radio en Chiapas, de tipo experimental, la XEXJ- La voz de la marimba desde Chiapas, de la cual fue primer locutor, tras un concurso en el que participaron Enrique Aguilera Gómez, Jaime Sabines Gutiérrez, Roberto A. Gordillo, y Luis Gordillo, realizado en diciembre de 1942. A partir de entonces la XEXJ inició transmisiones formales, las cuales concluyeron cuando Arévalo Macías se mudó a la ciudad de México. Allá continuó la locución en la XEFO, XEX y en XHIPN, Canal 11.
En virtud de su experiencia en la radio, fue el maestro de ceremonias de la inauguración del monumento a la bandera -del escultor Juan F. Olabiguel y diseñada por el Arq. Gabriel D'amico, en La Lomita, el 5 de febrero de 1943, con la presencia del presidente Manuel Ávila Camacho, del gobernador Rafael Pascacio Gamboa, como del pueblo Tuxtleco y chiapaneco que se volcó al acto solemne. Su certificado de locutor lo obtuvo en 1944.
Fue profesor normalista, director, inspector escolar y director de la Escuela de Periodismo de la Universidad Femenina de México (hoy Universidad del Valle de México), así como del Centro de Estudios de Comunicación Social, de la Universidad de Periodismo, Arte, Radio y Televisión, de la Universidad Latinoamericana, todas en Cd. de México.
En su trayectoria periodística colaboró en el extinto diario Novedades de México, Jueves de Excelsior y el Heraldo de México, como fue editorialista en Novedades de Chiapas. En su estado natal colaboró en la Revista Chiapas. Fue jefe de prensa de la SEP cuando los titulares fueron José Ángel Ceniceros, Jaime Torres Bodet y Agustín Yáñez, como del Instituto Politécnico Nacional, con los directores Manuel Zorrilla Carcaño, Sergio Viñals Padilla, José Gertz Valenzuela y Héctor Mayagoitis Domínguez, y de la Universidad Nacional Autónoma de México con los rectores Luis Garrido y Nabor Carillo Fuentes, así como Coordinador de Comunicación Social del gobierno de Chiapas, cuando era gobernador el general Absalón Castellanos Domínguez.
Entrevistó a personajes de la talla de John F. Kennedy, Charles De Gaulle, Haile Selassie -rey etiópe, así como a los presidentes latinoamericanos Oswaldo Dorticós de Cuba, Rómulo Betancourt de Venezuela, José Figueres de Costa Rica, Joao Goulart de Brasil, Miguel Ydigoras Fuentes, de Guatemala, entre otros.
Fue presidente de la H. Colonia Chiapaneca en el Distrito Federal entre 1954 y 1959, socio del Club de Leones desde 1968, fundador de la Casa del Estudiante Chiapaneco Dr. Belisario Domínguez, entre otras actividades.
Murió el 7 de octubre del año 2010 en su casa en la Ciudad de México a causa de un derrame cerebral.

## Libros
- Páginas de Chiapas, México, Colegio de Bachilleres de Chiapas, 1997, 177 p.